# 自动校正
自动校正是文字处理器中常見的機能，像是Microsoft Word中就有此機能，蘋果公司一些有文字編輯介面的產品（iPod, iPhone和iPad）也有此機能，自动校正有些類似自动完成，但其主要目的是作為拼寫檢查功能的一部份，更正常見的英文拼法錯誤或打字錯誤，節省使用者的時間。
| 輸入     | 輸出     |
| -------- | -------- |
| yuor     | your     |
| (r)      | ®        |
| aboutit  | about it |
| where;s  | where's  |
| *bold*   | bold     |
| _italic_ | italic   |

自动校正有些額外的功能，包括識別及修正前二個英文字母為大寫的單字（例如EXample），將一句話的第一個字母改為大寫，或者修正因不小心按到大寫鎖定鍵而出現的錯誤（例如eXAMPLE）。
自动校正功能其實也可以看成文字取代的功能，因此使用者也可以修改自动校正功能的文字取代列表，讓自动校正功能將一些縮寫轉換為完整文字，減少輸入的時間。例如若在撰寫有關工業革命的英文論文，其中「industrial revolution」一詞會輸入許多次，可以暫時性的修改文字取代列表，將「ir」轉換「industrial revolution」的項目，減少輸入的時間。
有些獨立的自动校正軟體可以自動取代所有在作業系統及其他應用程式中輸入的文字。

## 缺點
當在撰寫技術性或科學相關的文章時，自動校正的功能可能會造成一些問題。例如生物化學中的环腺苷酸常簡稱為cAMP，但自動校正可能會認為這是大小寫用錯的單字，將其更正為Camp，但在生物化學領域中反而是不正確的。較早期的自动校正軟體甚至會在一些非技術性的文件也會出問題，像是庫比蒂諾效應，有些早期的軟體只能識別有加連字符的co-operation（合作），若是使用不加連字符的cooperation，會自動修正為Cupertino（庫比蒂諾，加州南部的城市，蘋果公司的所在地）。
有些作者及組織為了其風格或是編輯政策，會固定的用自動校正來替換一些特定的文字，不過有時也會出現意料之外的結果。例如美國家庭協會將其網站上所有的"gay"替換成"homosexual"，因此一篇有關美國短跑選手泰森·盖伊（Tyson Gay）的文章中，選手姓名中的Gay也被改為homosexual。

## 外部連結
- How to disable text replacement features （页面存档备份，存于） (AutoFormat and AutoCorrect) in Microsoft Word 2007
- OOo Off the Wall: Domesticating Autocorrect （页面存档备份，存于）
- A brief discussion on the history of code completion （页面存档备份，存于）